# Pas de la Boixoga
El Pas de la Boixoga és una collada amb el pas a 498 metres d'altitud. És al municipi de Castell de Mur (Pallars Jussà), dins de l'antic municipi de Guàrdia de Tremp, prop del poble de Cellers. És en el tram més engorjat del barranc del Bosc, a ponent del Pas de l'Arbocera i a llevant del Corral d'Agustí, a l'extrem de ponent del Clot de les Arboceres.